# Eisenbahnunfall von Northeim
Der Eisenbahnunfall von Northeim war ein Eisenbahnunfall, bei dem am 15. November 1992 gegen 01:30 Uhr im Bahnhof Northeim (Han) ein Schnellzug mit einem kurz zuvor entgleisten Güterzug zusammenstieß. 11 Tote und 52 zum Teil schwer Verletzte waren die Folge.

## Ausgangslage
In der Nacht auf Sonntag, den 15. November 1992, waren auf der zweigleisigen Bahnstrecke Hannover–Kassel zwischen Hannover und Göttingen der Nahgüterzug Ng 64683 in südliche Richtung und der Schnellzug D 482 in nördliche Richtung unterwegs. Der Schnellzug war auf dem Weg von München nach Kopenhagen und sollte zwischen Göttingen und Hannover Hauptbahnhof ohne Halt fahren. Der als Nachtzug verkehrende Reisezug war aus zwölf mit einer Elektrolokomotive der DB-Baureihe 110 bespannten Schnellzugwagen gebildet und mit über 300 Passagieren besetzt. In den Güterzug, der auf der Fahrt von Seelze nach Göttingen war, waren zum Unfallzeitpunkt 43 Wagen eingereiht.

## Unfallhergang

### Entgleisung
Der Güterzug fuhr mit einer Geschwindigkeit von 90 km/h. Um 01:33 Uhr riss vom zweiten Wagen, einem aus einem ehemaligen Gepäckwagen der Gattung MDyg umgebauten Bauzugwagen, ein Puffer mit einem Teil des Kopfstückbleches ab, fiel ins Gleis und verkeilte sich unter dem siebten Wagen im Zug, welcher im Nordkopf des Bahnhofs Northeim (Han) vor 14 weiteren Güterwagen entgleiste.
Einige dieser Wagen ragten daraufhin in das Lichtraumprofil des Nachbargleises, auf dem sich der Schnellzug mit einer Geschwindigkeit von knapp 120 km/h näherte. Zwar hatten die Trümmer auf dem Nachbargleis zur Folge, dass die Gleisfreimeldeanlage eine Besetztmeldung abgab, so dass das für den D 482 „Fahrt“ zeigende Ausfahrsignal des Bahnhofs Northeim auf „Halt“ zurückfiel. Zu diesem Zeitpunkt befand sich die Lokomotive des D 482 aber bereits kurz vor dem Ausfahrsignal. Der Triebfahrzeugführer hatte daher keinerlei Chance, auf den Wechsel der Signalstellung noch rechtzeitig zu reagieren. Durch die Auslösung der Zugbeeinflussung am etwa 240 m vor dem Ausfahrsignal liegenden 500-Hz-Magneten der Indusi und der damit verbundenen Geschwindigkeitsüberwachung erfolgte aber 180 Meter vor dem Hindernis noch eine Zwangsbremsung.

### Zusammenstoß
Die Lok fuhr mit einer Geschwindigkeit von etwa 100 km/h frontal in die im Gleis stehenden Wagentrümmer und schrammte mit dem Zug anschließend an den in das Gleis hineinragenden Güterwagen vorbei. Der Führerstand der Lokomotive des Schnellzuges wurde bis zur Rückwand eingedrückt. Die Lokomotive und die vorderen Wagen wurden zudem seitlich aufgeschlitzt, sieben Wagen entgleisten und stürzten zum Teil um. Ein Schlafwagen und ein weiterer Wagen durchbrachen das Brückengeländer der fünf Meter hohen Brücke über die Bundesstraße 241, stürzten ab und blieben kopfüber zertrümmert liegen. Erst nach rund dreihundert Metern kam der Zug zum Stehen.

## Folgen

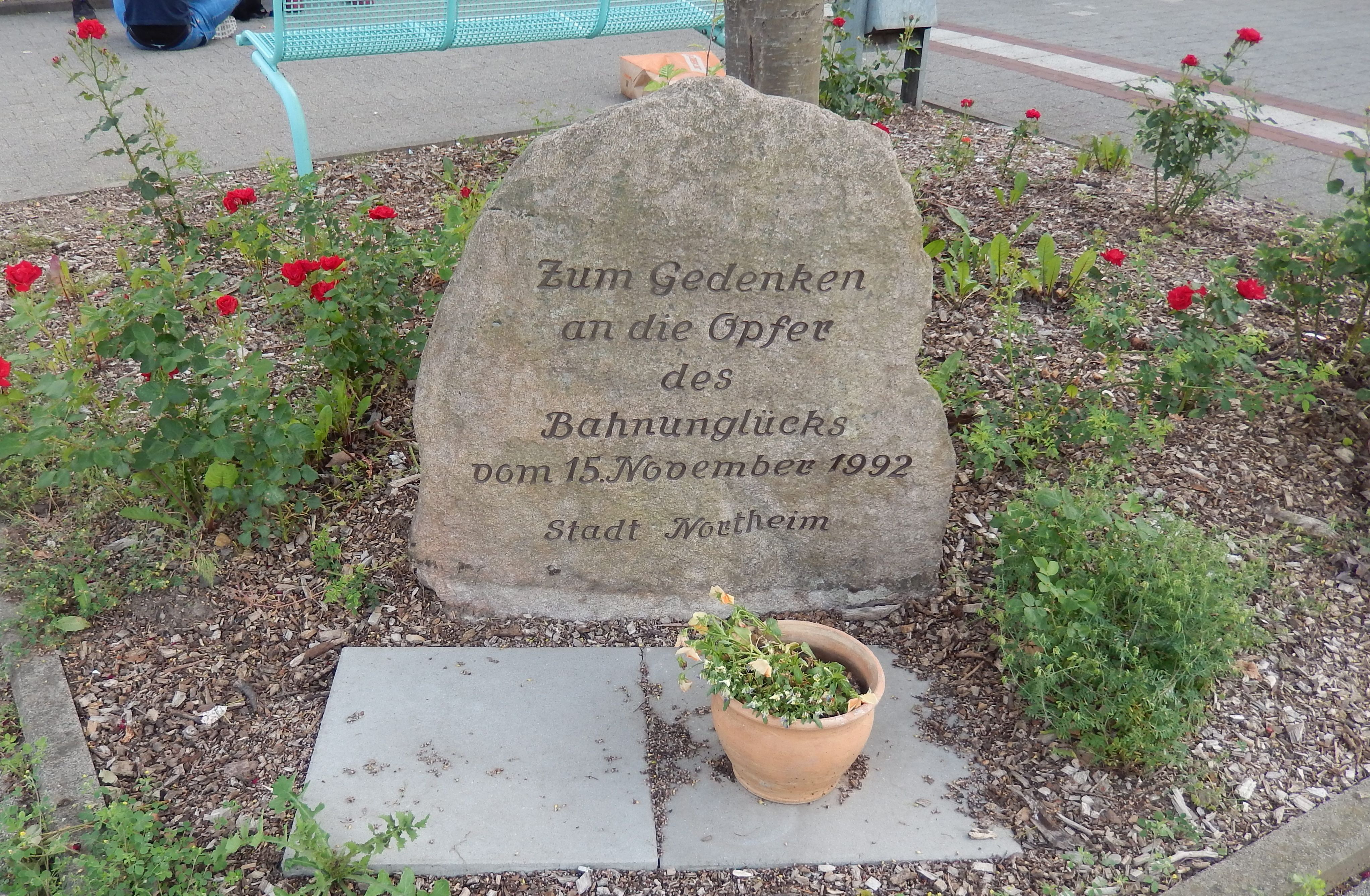
Gedenkstein in Northeim

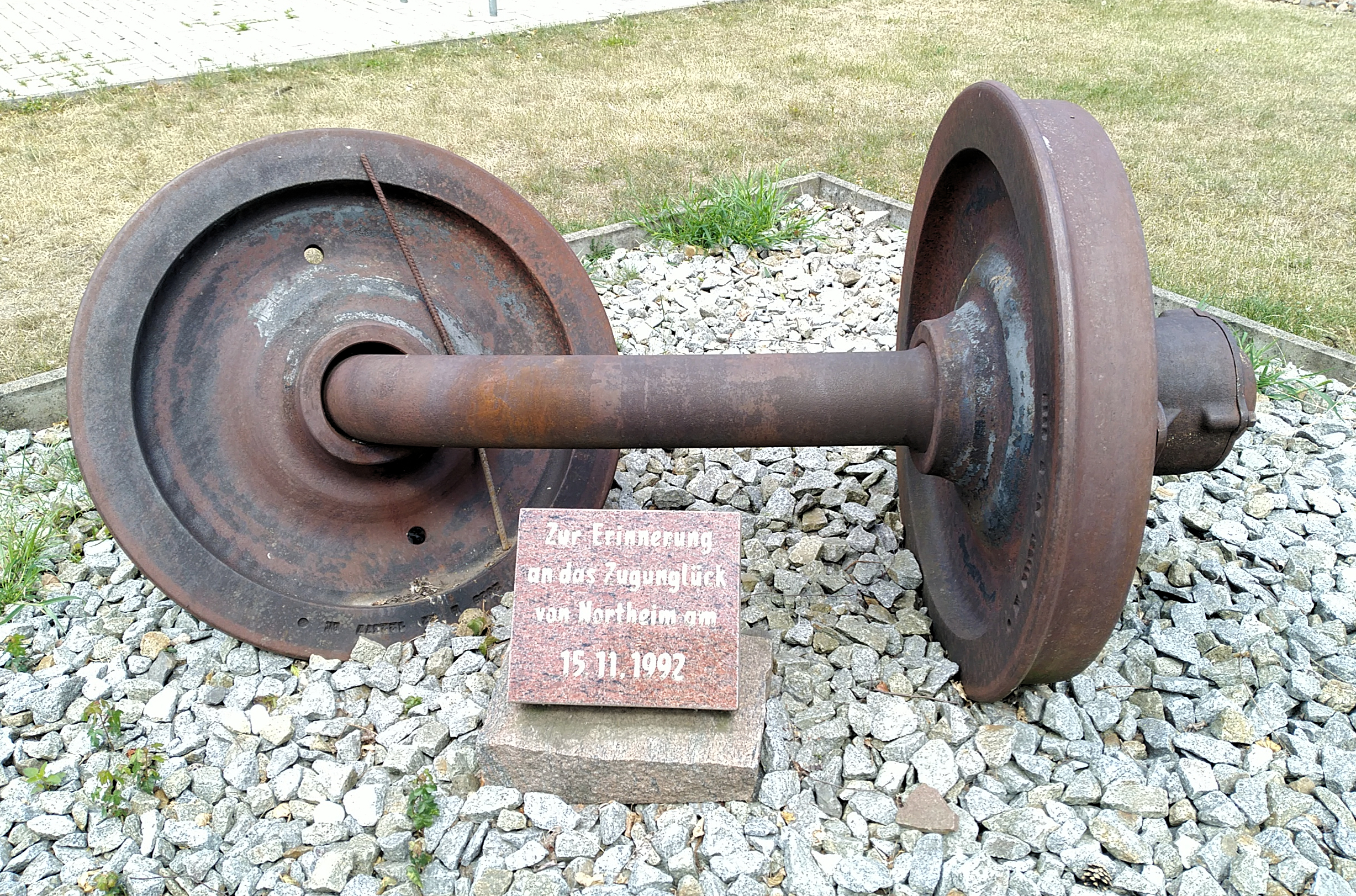
Denkmal des THW

Von den Insassen des Schnellzuges starben 11 Menschen und 52 wurden verletzt, davon 30 schwer oder lebensgefährlich. Unter den Toten waren neben dem in der Lokomotive eingeklemmten Triebfahrzeugführer ein Nachtzugbegleiter sowie neun Passagiere. Die Befürchtung, in den Trümmern weitere Todesopfer zu finden, bewahrheitete sich nicht.
Zwölf Minuten nach dem Unfall waren die ersten Retter vor Ort. Nahezu 500 Helfer von Feuerwehr, Technischem Hilfswerk (THW), Rettungsdiensten und Polizei waren im Einsatz, vom THW allein etwa 250. Es war der größte Katastropheneinsatz in der Geschichte von Northeim. In Bahnhofsnähe wurde mit Zelten und Betten ein Auffanglager für die verletzten und gestrandeten Reisenden errichtet.
Die Strecke war bis zum Abend des 16. November 1992 gesperrt. Die Höhe des Sachschadens betrug 20 Millionen Deutsche Mark. Nach dem Unfall inspizierte die Deutsche Bundesbahn alle Wagen mit angeschweißten und nicht angeschraubten Puffern und musterte alle MD-Gepäckwagen aus, die seitdem nur noch von Museumsbahnen eingesetzt werden. Die zerstörte Lokomotive des Schnellzugs wurde im Dezember 1992 z-gestellt und am 29. Januar 1993 ausgemustert und verschrottet.
Die Staatsanwaltschaft ermittelte jahrelang. Die Auswertung der Fahrtenschreiber ergab, dass beide Züge ihre maximal erlaubte Geschwindigkeit nicht überschritten hatten. Das Verfahren wurde schließlich eingestellt, weil niemandem eine individuelle Schuld nachzuweisen war. Es handelte sich nach Angaben der Bundesbahn um eine „Verkettung unglücklicher Umstände“. Wäre der D 482 in Northeim nur etwa 30 Sekunden später durchgefahren, hätte der Triebfahrzeugführer auf das Zurückfallen des Ausfahrvorsignals des Bahnhofs Northeim auf „Halt erwarten“ noch rechtzeitig reagieren und den Zug vor dem Hindernis anhalten können.
Zur Erinnerung an den Unfall wurde von der Stadt Northeim am Bahnhofsvorplatz ein Gedenkstein gesetzt. Der THW-Ortsverband von Hannover/Langenhagen hat als Gedenkstelle vor seiner Zentrale in Wiesenau einen Radsatz mit bei dem Unfall verbogener Radsatzwelle platziert.